# Ходање 10 километара
Ходање на 10 километара је једна од атлетских дисциплина брзог ходања, која се одвија на улици. Ова дисциплина била је и олимпијска дисциплина у мушкој и женској конкуренцији коју је временом заменила дупло дужа на 20 км. Европско првенства у Атини 1997. било је последње велико такмичење на на ком је била на програму сениорских такмичења.
Дисциплине исте дужине ходања од 10.000 метара одржавале су се на стадионима и у дворани, али никад нису били на великим такмичењима.

## Историја
Дисциплина ходања на 10 км у мушкој конкуренцији уведена је у програм Летњих олимпијских игара 1912. у Стокхолму, а у женској 1912. у Барселони. Од 1999. замењена је са 20 км, мада се још може наћи на неким митинзима и у јуниорској конкуренцији.

## Светски рекорди
Актуелни светски рекорд код мушкараца је 37:11 мунута, а постигао га је Роман Разказов из Русије у Саранску 28. маја 2000. Код жена рекорд држи Јелена Николајева такође из Русије у времену 41,04, а постигнут је у Сочију, 20. априла 1996

## Листа најбољих резултата - 10 километара ходање за мушкарце
Ово је листа атлетичара, који су ходали 10 км у времену испод 38:00, са стањем на дан 15. јануар 2015. године. (Напомена: већина атлетичара је по неколико пута исходало стазу у приказаном временском распону. Приказан је само најбољи резултат. Резултати су приказани у минутима.
| Пласман | Време   | Име                         | Држава   | Место               | Датум               |
| ------- | ------- | --------------------------- | -------- | ------------------- | ------------------- |
| 1.      | 37:11   | Роман Расказов              | Русија   | Саранск, Русија     | 28. мај 2000.       |
| 2.      | 37:33   | Ерик Тусе                   | Норвешка | Хилдесхајм, Немачка | 27. август 2006.    |
| 3.      | 37:44   | Ванг Џен,                   | Кина     | Пекинг, Кина        | 18. септембар 2010. |
| 4.      | 37:50   | Андреас Ерм                 | Немачка  | Берлин, Немачка     | 27. мај 2000.       |
| 5.      | 37,52   | Франциско Хавијер Фернандез | Шпанија  | Краков, Пољска      | 8. јун 2002.        |
| 6.      | 32:57   | Роберт Кожењовски           | Пољска   | Краков, Пољска      | 8. јун 2002.        |
| 7.      | 1:17:33 | Јафеј Чу                    | Кина     | Пекинг, Кина        | 18. октобар 2010.   |
| 8.      | 38:00   | Хао Ванг                    | Кина     | Пекинг, Кина        | 18. октобар 2010.   |
| 8.      | 38:00   | Ђорђо Рубино                | Италија  | Пекинг, Кина        | 18. октобар 2010.   |

## Листа најбољих резултата - 10 километара ходање за жене
Ово је ранг листа првих 10 атлетичарки у дисциплини 10 км ходање са стањем на дан 15. јануар 2015. године. Резултати су приказани у минутима.
| Пласман | Време | Име                 | Држава     | Место                   | Датум             |
| ------- | ----- | ------------------- | ---------- | ----------------------- | ----------------- |
| 1.      | 41:04 | Јелена Николајева   | Русија     | Сочи, Русија            | 20. април 1996.   |
| 2.      | 41:16 | Јен Ванг            | Кина       | Ајзенхитенштат, Немачка | 8. мај 1999.      |
| 3.      | 41:17 | Ирина Станкина      | Русија     | Адлер, Русија           | 9. фебруар 1997.  |
| 4.      | 41:24 | Олимпијада Иванова  | Русија     | Адлер, Русија           | 9. фебруар 1997.  |
| 5.      | 41,29 | Лариса Рамазанова   | Белорусија | Ижевск, Русија          | 4. јун 1994.      |
| 6.      | 41:30 | Илеана Салвадор     | Италија    | Ливорно, Италија        | 10. јул 1993.     |
| 7.      | 41:38 | Хунгмјао Гао        | Кина       | Пекинг, Кина            | 18. октобар 2010. |
| 7.      | 41:38 | Росела Ђордано      | Италија    | Наумбург, Немачка       | 25. мај 1997.     |
| 9.      | 41:41 | Кјерсти Тисе Плецер | Норвешка   | Краков, Пољска          | 18. октобар 2009. |
| 10.     | 41:42 | Олга Канискина      | Русија     | Краков, Пољска          | 18. октобар 2009. |

1. ↑  Peter Matthews (22. 3. 2012). Historical Dictionary of Track and Field. Приступљено 16. 3. 2015.
2. ↑  Актуелна мушка ранг листа ходача на 10 км свих времена Прибављено 16.1.2015.
3. ↑  Актуелна женска ранг листа ходача на 10 км свих времена Архивирано на веб-сајту  (4. март 2016)Прибављено 16.1.2015.
4. ↑  „Ранг листа ходача свих времена на 10 км”. Архивирано из оригинала 04. 03. 2016. г. Приступљено 16. 01. 2015.
5. ↑  „Ранг листа атлетичарки свих времена на 10 км ходање”. Архивирано из оригинала 04. 03. 2016. г. Приступљено 16. 01. 2015.